# Duco Johannes Storm Buijsing
Duco Johannes Storm Buijsing (Leeuwarden, 30 september 1802 – 's-Gravenhage, 16 augustus 1870) was een Nederlands waterbouwkundige.  

## Opleiding en eerste werkkring
In1818 begon hij als cadet van de waterstaat aan de Artillerie- en Genieschool in Delft. Hij zag kans om de (vierjarige) opleiding in 2½ jaar te doorlopen. In1821 begon hij als cadet-élève onder leiding van Jan Blanken, hij werd in 1822 bevorderd tot élève-aspirant. Dat jaar werd hij arrondissements-ingenieur te Zwolle. Hij bleef hier tot 1835 en daar de nodige werken uitgevoerd. Hij refereert hier vaak aan in zijn latere publicatie: Handleiding tot de kennis der waterbouwkunde.

## Docent bij de Militaire Academie
Nadat in 1828 de school in Delft had opgehouden te bestaan besloot de regering in 1832, in afwachting van een reorganisatie van het militair onderwijs, de opleiding van artillerie, genie en waterstaat te verbinden aan die van de marine in Medemblik. Hier werd Storm Buijsing in 1835 benoemd tot leraar in de waterbouwkunde. Een jaar later werden de cadetten overgeplaatst naar de inmiddels opgericht Koninklijke Militaire Academie in Breda, en werd Storm Buijsing aldaar met dezelfde functie belast. Zijn onderwijs werd door ieder om het zeerst geroemd.
In deze periode schreef hij ook, samen met Frédéric Baud zijn cursusboek over waterbouwkunde. De derde druk daarvan is uitgegeven door A. Baud, Hij heeft hiervoor gebruik gemaakt van de Proeve van eenen cursus over de waterbouwkunde, die door Frédéric Baud en Isaäc Paul Delprat geschreven is.
Het handboek kwam uit in 1858 (deel1) en 1864 (deel 2). Het maken van de tekeningen was veel werk, maar hij kon daarvan wel een groot deel uitbesteden aan de kadetten van de KMA. Met name was er in dit handboek veel aandacht voor de sluisbouw, evenals over de geschiedenis van veel waterwerken. 
Na het overlijden van ingenieur Sautijn Schovel in 1844 werd  Storm Buijsing naast zijn docentschap ook korte tijd de waarnemer van de arrondissementsdienst in Breda. 

## Koninklijke Academie Delft
Toen aanvang  1843 de Koninklijke Academie te Delft werd opgericht, stopte zijn dienstverband in Breda en werd hij arrondissementsingenieur in Maastricht.  Daarnaast werd hij examinator in Delft. Na het overlijden van de docent Martinus Beijerinck in 1847 werd hij diens opvolger in Delft.  In 1859 mocht hij de titel hoogleraar voeren.  
Bij de reorganisatie van de waterstaat in 1849 werd hij ook benoemd als waarnemend hoofdingenieur in Drenthe, wat eigenlijk meer een erebaantje was, waardoor hij wel in de rangen van de waterstaat kon blijven. In 1852 kreeg hij de rang van hoofdingenieur. In zijn functie als docent aan de academie in Delft werd hij vaak uitgenodigd om op te treden als adviseur voor de regering. 
Zo heeft hij geadviseerd over een spoorweg van Batavia naar Buitenzorg (dus van Jakarta naar Bogor). Dit advies viel in goede aarde, en hij werd gevraagd als hoofd van het departement van Openbare Werken in Nederlands-Indië, maar hij bedankte hiervoor.  
Hij is gevraagd om samen met Van der Kun te adviseren over de plannen  voor een kanaal van Amsterdam naar de Noordzee. Het werd opgesteld door twee Engelse ingenieurs van de Amsterdamse Duinwaterleiding Maatschappij: Bland W. Croker en Charles Burn. Zij werden gesteund door de latere notaris Jager en door de heer Jacob van Lennep, voorzitter van de Amsterdamsche Duinwater Maatschappij en zijn schoonzoon Jhr. Cornelis Hartsen. In het plan bleef het IJ open. Amsterdam voelde er voor maar de adviseurs van de regering zoals de Inspecteur van de Waterstaat Van der Kun en Storm Buijsing waren ronduit negatief ten opzichte van een open IJ. De commissies en plannen volgen elkaar in rap tempo op. Behalve over de afsluiting van het IJ was er steeds veel discussie over de financiering van het kanaal: overheidstaak of particulier initiatief. Na veel aanpassingen kwam er in 1854 een plan dat wel een positief advies kon krijgen. Maar het koste daarna toch nog wel veel tijd voordat daadwerkelijk aan de werken begonnen kon worden. Zie hiervoor de Amsterdamsche Kanaalmaatschappij. 
Hij was ook lid van verschillende andere commissies, zoals die voor de droogmaking van de Schielandplassen (Zuidplaspolder, etc), de aanleg van de Nieuwe Waterweg en het Noordzeekanaal (na 1865). 
Bij de reorganisatie van de Raad van State in 1862 werd hij benoemd tot lid en kreeg daarbij ontslag als hoofdingenieur van de waterstaat en als hoogleraar. Hij kreeg dat jaar ook een hersenvliesontsteking, waarna hij steeds minder goed kon functioneren. Met ingang van 1866 werd hij op eigen verzoek ontslagen als lid van de Raad van State. Hij was een aangename, maar strenge persoonlijkheid. 

## Overige functies
In 1847, bij de oprichting van het Koninkrijk Instituut van Ingenieurs, werd Storm Buijsing lid van het bestuur. Hij bleef dat 17 achtereenvolgende jaren. In 1847 werd hij benoemd tot lid van het Koninklijk Nederlandsch Instituut. Dit werd in 1851 de Koninklijke Academie van Wetenschappen, en hij werd toen ook lid van de Academie. Hij werd in 1848 lid van het Bataafsch Genootschap te Rotterdam enin 1853 van het Provinciaal Utrechtsch Genootschap.
Hij deed in het door het Kon. Ned. Instituut uitgegeven Tijdschrift voor de wis- en natuurkundige wetenschappen van 1848 en 1850 eenige mededeelingen aangaande sluisfundeeringen, sluisdeuren en schepraderen. Met L.J.S. van der Veen en J.S. Scholten Hz. schreef hij eene memorie over de verbetering van den waterstaat van Delfland in Verh. Kon. Inst. v. Ing. 1852-53). met J.W.L. van Oordt eene verhandeling over ijzeren ophaalbruggen (ibidem 1858-59).

## Privé
Hij was de zoon van Geert Buijsing, lakenhandelaar en Aaltje Storm.  Storm Buijsing trouwde in 1831 met Jana Johanna Pruimers, dochter van de burgemeester van Zwolle. Zij overleed 15 juli 1832; hij hertrouwde 13 mei 1836 met Albertina Françoisa Clement, de weduwe van Frédéric Baud, een collega bij de KMA in Breda. Uit elk dezer huwelijken liet hij een zoon na: uit het eerste mr. Gerrit Johan Storm Buijsing, griffier bij het kantongerecht te Zwolle, uit het tweede Cornelis Storm Buijsing, civiel ingenieur en burgemeester van Zutphen.
- Biografisch Portaal: 49959200
- Digitale Bibliotheek voor de Nederlandse Letteren: stor019
- Gemeinsame Normdatei: 104064943
- International Standard Name Identifier: 0000 0000 2785 5341
- Library of Congress Control Number: n90613934
- Nederlandse Thesaurus van Auteursnamen: 157285782
- Parlement.com: vg09llxz5xxo
- Virtual International Authority File: 438965
- WorldCat: E39PCjtgYJbj66jxWB77DqTQC3